# تپه سررودخانه
تپه سررودخانه مربوط به هزاره سوم تا۶ قبل از میلاد -پارتی - سده‌های میانه دوران‌های تاریخی پس از اسلام است و در شهرستان بروجرد، بخش اشترینان، ۴۰۰ متری جنوب شهر اشترینان واقع شده و این اثر در تاریخ ۲۲ اسفند ۱۳۸۵ با شمارهٔ ثبت ۱۸۱۵۶ به‌عنوان یکی از آثار ملی ایران به ثبت رسیده است.